# Max Metzker
Max Metzker (n. 8 martie 1960, Durban, Uniunea Africii de Sud) este un înotător australian, medaliat olimpic. A participat la 2 ediții ale Jocurilor Olimpice (1976, 1980) în care a câștigat două medalii de bronz.